# Nationalpark (Zeitschrift)
Nationalpark: Wo Mensch und Wildnis sich begegnen (eigene Schreibweise NATIONALPARK) ist eine reich bebilderte, populärwissenschaftliche und dennoch kritische Zeitschrift mit naturschutzfachlicher Ausrichtung. Sie wird seit 1974 vom Verein der Freunde des Ersten Deutschen Nationalparks Bayerischer Wald e. V. herausgegeben.

## Inhalt
Die Zeitschrift widmet sich neben den speziellen Themen Nationalparke und Schutzgebiete auch weitergehenden Themen wie beispielsweise Wildnis, Artenschutz, Landschaftsverbrauch und Ökologie. Wiederkehrende Rubriken sind „Menschen im Naturschutz“, „Immer eine Reise wert“ (Reiseziele in Schutzgebieten) und „Naturschutz aktuell“.
Bei der Auswahl der Autoren wird darauf geachtet, dass sie „ihr fachliches Wissen, ihre praktischen Erfahrungen und ihre Bewertungen für den Naturfreund und den praktischen Naturschützer vor Ort verständlich schreiben und nicht […] Erkenntnisse aus zweiter Hand aufbereiten.“

## Ständige Mitarbeiter
Dem Team der ständigen Mitarbeiter gehören an:
- Hans-Heiner Bergmann, Biologe
- Hans Bibelriether, Forstwissenschaftler
- Kathrin Bibelriether, Pädagogin
- Mario Broggi, Forstwissenschaftler und Ökologe
- Martinus Fesq-Martin, Biologe
- Hans Kiener, Forstwissenschaftler
- Hans Dieter Knapp, Biologe
- Hartmut Strunz, Forstwissenschaftler
- Gerhard Trommer, Biologe
- Uwe Wegener, Agrarwissenschaftler und ehemaliger wissenschaftlicher Leiter des Nationalparks Hochharz
- Alois Zechmann, Umweltpädagoge
- Herbert Zucchi, Biologe